# Linjering
En linjering (Eng: alignment), ibland också kallad inpassning, används för att hitta likheter mellan biologiska sekvenser. Sekvenserna representerar oftast DNA- eller protein-molekyler. Linjeringen syftar till att identifiera vilka positioner i sekvenserna som är varandras motsvarighet.
Till exempel är det nedanstående en enkel linjering av två korta DNA-sekvenser. 
```
AAACCACGT-GGA
AAA--AAGTGGGA
```

Här har bindestreck lagts in, s.k "gaps", för att markera avsaknad av en position i en sekvens, vilket kan bero antingen på att den ena sekvensen har fått en insättning eller förlorat ett stycke. Bindestrecken benämns ofta indels, från engelskans insertion/deletion. "Gaps" kan inte användas hur som helst. Dessa regleras av ett poängsystem där en identitet ger pluspoäng och "gaps" minuspoäng.
Man skiljer på global och lokal linjering. Global linjering kräver att sekvenserna linjeras i sin fulla längd, medan den lokala varianten lyfter fram delsekvenser som uppvisar tillräcklig likhet. Lokal linjering används oftast för databassökningar där man vill hitta likheter mellan en söksekvens och sekvenser i en större databas, till exempel GenBank. En hög grad av likhet används ofta för att postulera homologi.
En multilinjering är en linjering av fler än två sekvenser.
Metodik, algoritmer och hantering av linjeringar är ett viktigt område inom bioinformatiken.

## Parvis linjering
Parvis linjering är en linjering av två sekvenser. Den främsta användningen av parvis linjering är homologisökning, dvs identifiering av evolutionärt besläktade sekvenser.
Ett enkelt kvantitativt mått på likhet mellan två sekvenser är "identiteten", andelen identiska positioner i en linjering. Man brukar räkna antalet identiska positioner och dela detta tal med antalet parade positioner. När långa aminosyrasekvenser överensstämmer med 30% kan man anta att de är evolutionärt besläktade. Det finns dock betydligt bättre statistiska mått på likhet som även tar hänsyn till om sekvenselementen (vanligen aminosyror eller nukleotider) är lika varandra även om de inte är identiska.
Med hjälp av S.A.S (Sequences Annotated by Structure) kan aminosyrasekvenser och deras egenskaper jämföras.

## Multipel linjering
Multipel linjering är en linjering av tre eller fler biologiska sekvenser som ofta är proteiner, DNA eller RNA.

## Strukturell linjering
Strukturell linjering kan användas för att jämföra två proteiners 3D-struktur. Detta åskådliggörs på ett bra sätt i Superpose, https://web.archive.org/web/20151031151001/http://wishart.biology.ualberta.ca/SuperPose/
Linjering av 1ccr och 1c2r i cytochrome c från tonfisk.
BLAST (Basic Local Alignment Search Tool) är ett sökverktyg i vilken man kan skriva in en aminosyrasekvens och få den jämförd med andra sekvenser i andra proteiner som finns i databasen. 
http://www.ncbi.nlm.nih.gov/BLAST
I programmet S.A.S (sequence annotated by structure) kan man genom att klistra in en aminosyrasekvens hitta andra liknande strukturer.
http://www.ebi.ac.uk/thornton-srv/databases/sas/
Protein Data Bank (PDB) är en webbplats där man kan se proteinets 3D-struktur. PDB

## Arbete med linjering
En stor fördel med linjeringsarbete är att det mesta av materialet finns att tillgå fritt över nätet. Dock är de webbplatser som publicerar materialet opedagogiska och oanvändarvänliga, det är svårt att finna och sammanställa information och man behöver ofta gå till flera olika ställen för enkla arbeten.
ClustalW är ett mångsidigt linjeringsprogram för proteiner och DNA. Det producerar meningsfulla multipla linjeringar av divergenta sekvenser. Det beräknar den bästa matchningen för de valda sekvenserna och lägger dem i linje med varandra så att man lätt kan se deras likheter och olikheter.

## Viktiga datorprogram
- BLAST Snabb likhetssökning i stora databaser.
- ClustalW Etablerat och välspritt program för multilinjering som passerats av många modernare program i linjeringskvalitet.
- MAFFT Flera utvärderingar har indikerat att detta är ett av de allra bästa multilinjeringsprogrammen.